# Ivan Sabolić
Ivan Sabolić (né à Peteranec le 24 août 1921 - mort le 25 juin 1986 à Zagreb) était un sculpteur yougoslave. Il a été professeur et doyen à l'Académie des beaux-arts de Zagreb.

## Biographie
Ivan Sabolić naît à Peteranec, aujourd'hui en Croatie ; son père était violoniste et sculpteur amateur et il réalise ses premières œuvres en argile, des portraits de son père, de sa mère et de son grand-père. Après des études secondaires à Zagreb, il suit les cours de l'Académie des beaux-arts de la ville, travaillant notamment dans les classes d'Ivo Lozica et de Frano Kršinić ; il obtient son diplôme en 1944 et, à partir de 1946, il se spécialise auprès d'Antun Augustinčić.

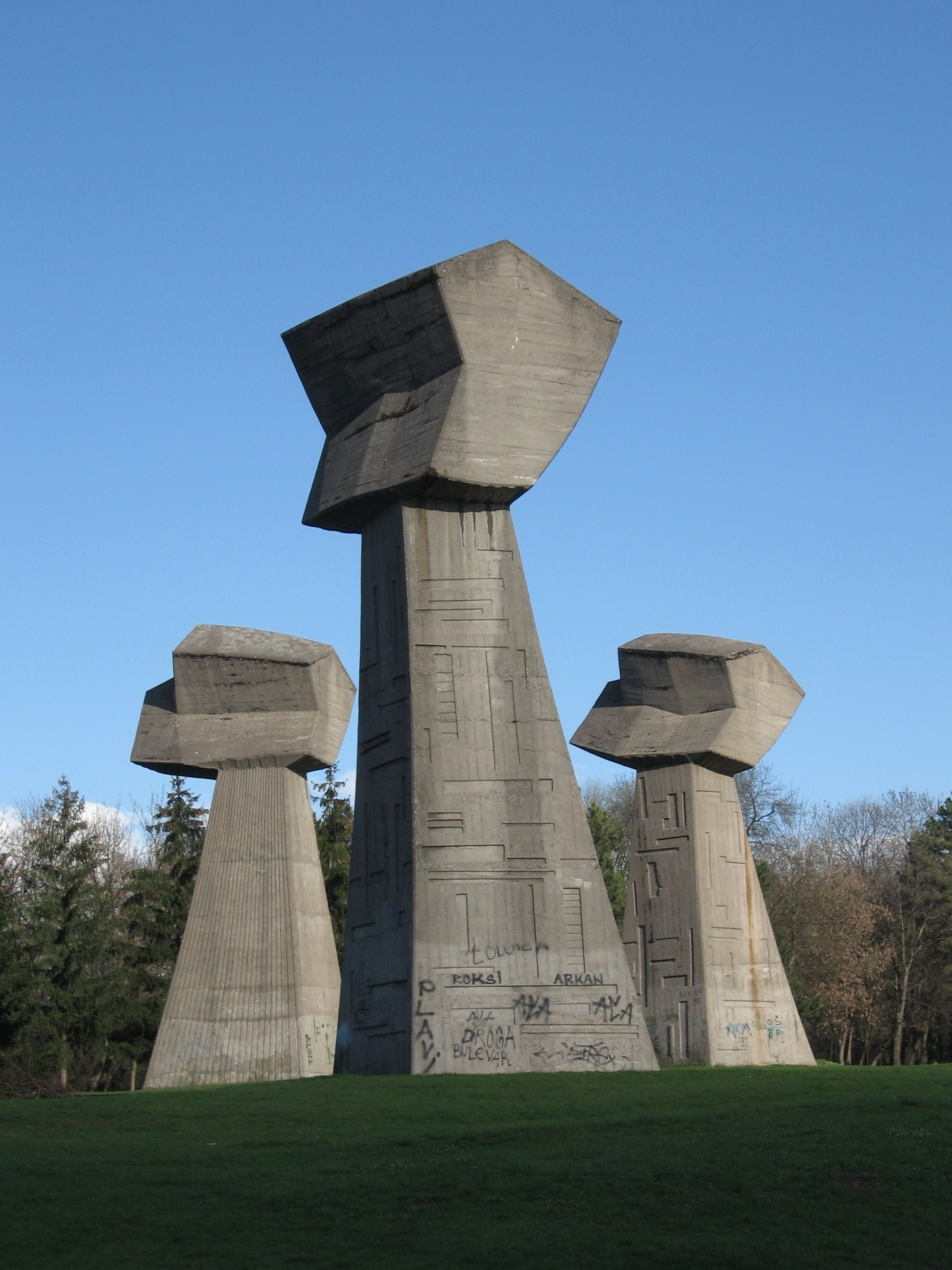
Les trois Poings, dans le parc mémoriel de Bubanj

À partir des années 1950, Ivan Sabolić crée de nombreux monuments dédiés au héros et aux victimes de la lutte de libération nationale en Yougoslavie.
Il est par la suite admis à l'Académie croate des sciences et des arts[réf. nécessaire].

## Quelques œuvres
- le Monument aux mineurs d'Husino, 1956, à Tuzla
- le Monument aux combattants tombés et aux victimes de la terreur fasciste, 1956, à Rovinj
- Les trois Poings, béton armé, 1963, dans le parc mémoriel de Bubanj, près de Niš
- Figure associative, à Belgrade, dans le parc de Tašmajdan
- Femme assise, bronze, à Belgrade dans le parc de Tašmajdan
- Femme assise, marbre, 1987, à Aranđelovac

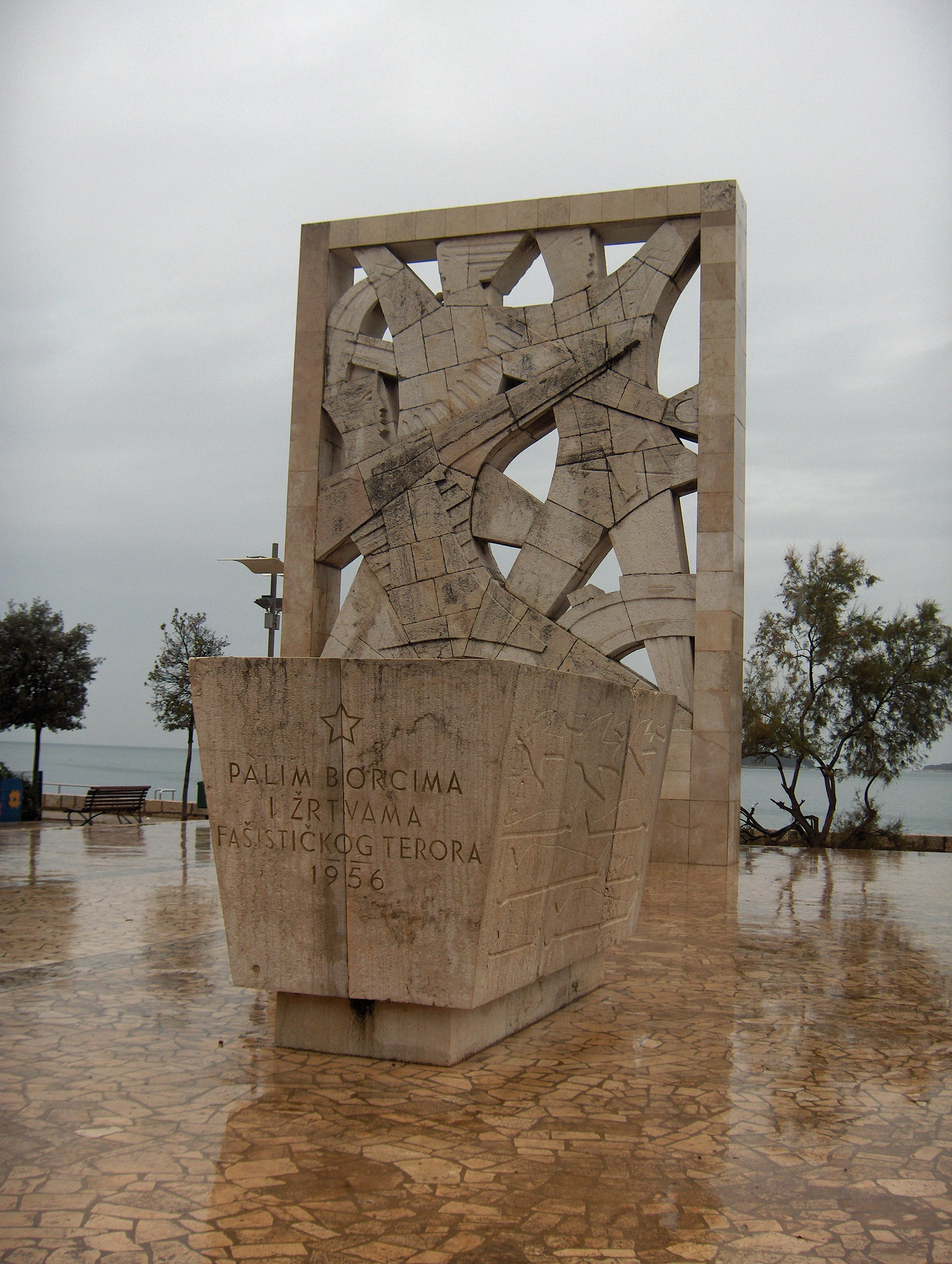
Le Monument aux combattants tombés et aux victimes de la terreur fasciste, 1956